# Gampong Baro (Kota Juang)
Gampong Baro is een bestuurslaag in het regentschap Bireuen van de provincie Atjeh, Indonesië. Gampong Baro telt 1407 inwoners (volkstelling 2010).